# Горбунов, Леонтий Герасимович
Леонтий Герасимович Горбунов (6 февраля 1917, с. Болото, Качугская волость, Верхоленский уезд, Иркутская губерния, Российская империя — 17 ноября 2008, Сангар, Кобяйский район, Республика Якутия, Россия) — бригадир проходчиков Сангарского рудника Якутского совнархоза, Герой Социалистического Труда.

## Биография
Родился 6 февраля 1917 года в деревне Болото (ныне — Качугский район Иркутской области). В 1938 году приехал в шахтёрский посёлок Сангары Якутии, где первое время приходилось жить в землянке, работал разнорабочим Сангарского угольного рудника. Затем окончил краткосрочные курсы, овладел профессией шахтёра-проходчика, что включало умение бурить шпуры, крепить подземную выработку, вести отвалку угля и горных пород, убирать взорванную породу.
В 1950 году Горбунов возглавил бригаду проходчиков, которая выделялась высокой производительностью труда. После окончания в 1951 году курсов ответственного ведения горных работ и получения прав горного мастера возглавил бригаду по строительству «Центральной штольни».
В 1952 году Л. Г. Горбунов предложил метод работы по графику цикличности, что способствовало повышению производительности труда на проходческих работах в 2 раза.
Указом Президиума Верховного Совета СССР от 1 октября 1957 года за выдающиеся производственные достижения и большой вклад, внесенный в освоение и внедрение новых прогрессивных методов труда в промышленности и сельском хозяйстве Якутской АССР Горбунов Леонтий Герасимович удостоен звания Героя Социалистического Труда с вручением ордена Ленина и золотой медали «Серп и Молот».
За 40 лет работы на шахте «Сангарская» наставник воспитал 20 шахтёров-проходчиков. Избирался делегатом XIII съезда профсоюзов СССР (1962). Проживал в посёлке Сангар, скончался в 2008 году.

## Награды и звания
Почетный шахтёр СССР (1952), Почетный полярник СССР, Почетный гражданин Кобяйского района Якутии.
Имя Л. Г. Горбунова носит улица в посёлке Сангар Кобяйского района Якутии.
Награждён орденами Ленина (01.10.1957) и Октябрьской Революции (30.3.1971), медалями, в том числе «За трудовую доблесть» (16.9.1952), а также знаком «Шахтёрская слава» 3 степеней.